# 우드퍼드역
우드퍼드(Woodford) 역은 이스트런던의 우드퍼드(Woodford)에 있는 런던 지하철역이다. 이 역은 사우스 우드퍼드역(South Woodford)과 벅허스트힐역(Buckhurst Hill) 사이의 중간에 있으며, 트래블카드 4구역에 있다. 이 역은 헤이너트 루프(Hainault Loop)를 통한 운행 게통의 종착역이기도 하다.

## 개요

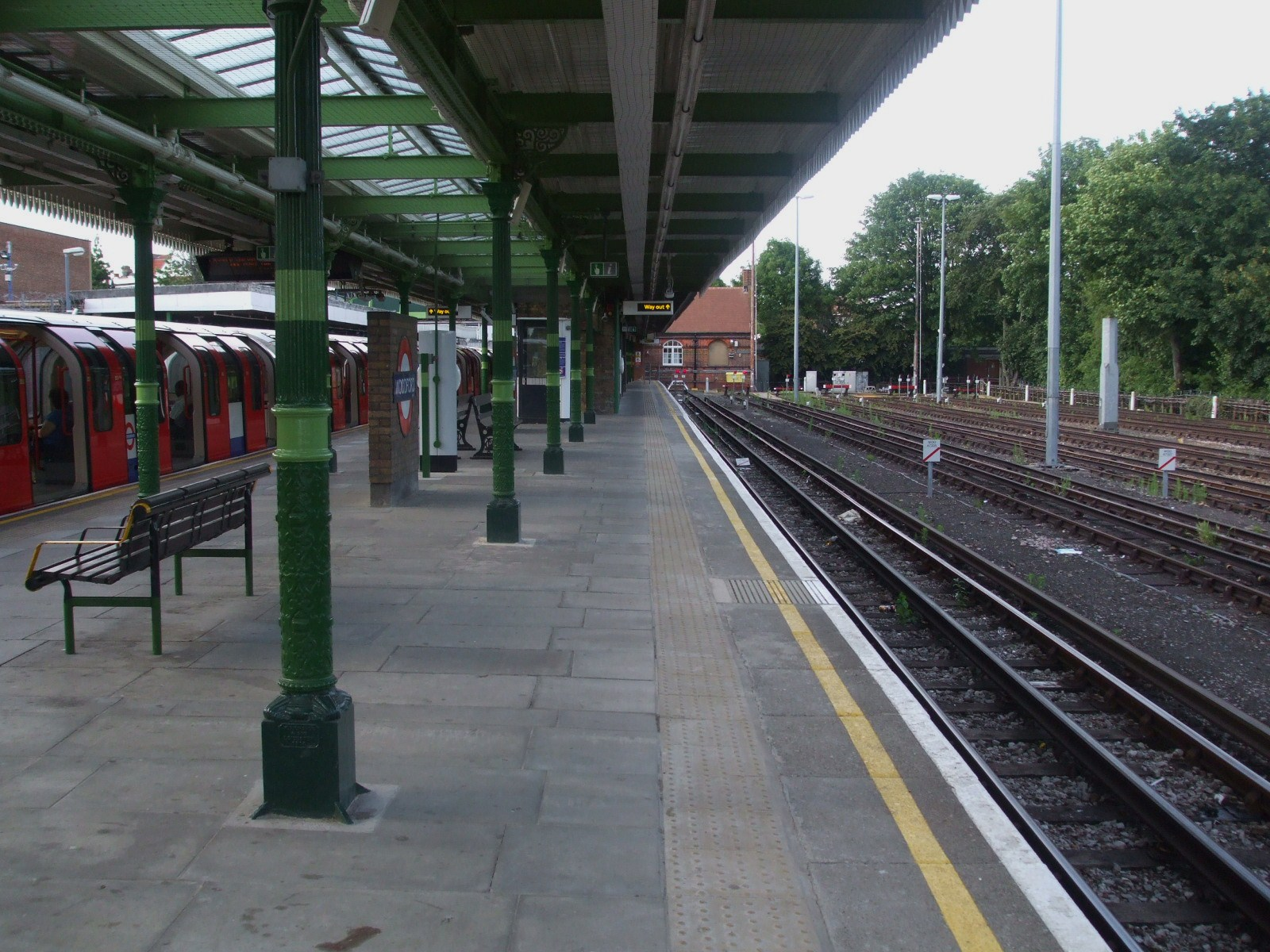
센트럴런던에서 동쪽 방면 종착역 열차가 사용하는 완충 장치쪽으로 북쪽 방면 베이 플랫폼. 센트럴 선 서쪽 방면은 왼쪽에 있는 서쪽 방면 승강장에 있다.

서쪽 출구는 브로드웨이에서 떨어져 있으며 역 주차장에 접근 할 수 있다. 동쪽 출구는 Snakes Lane East에 있다. 이 출구는 21:00 이후 문을 닫는다. 인터콤은 필요한 경우 다른 시간에 문을 열 수 있도록 직원에게 요청할 수 있다. 그 출구에 있는 매표창구도 더 이상 사용되지 않는다. 한개의 상대식과 한개의 섬식으로 3개의 승강장으로 구성된다. 역은 보수 공사를 마쳤고, 기둥은 택타일 스트립 작업이 완료된 2톤 녹색으로 다시 도색되었다.

## 운행 및 연결교통
기차의 운행 빈도는 날마다 다양하지만, 일반적으로 동쪽 방면 열차 중 에핑 행은 05:22에서 00:49 사이에 6-11분 간격으로, 헤이너트(및 그 너머) 행은 06:48에서 23:37 사이의 11-25분 간격으로, 서쪽 방면 열차는 05:24에서 23:36 사이에 5-10분 간격으로 운행된다.
런던 버스 275, 549, W14번 노선이 이 역을 지난다.

## 인접한 역
| 센트럴선                                                    | 센트럴선                  | 센트럴선             |
| ----------------------------------------------------------- | ------------------------- | -------------------- |
| 사우스 우드퍼드 일링 브로드웨이 / 웨스트 루이슬립 방면      | 센트럴선                  | 벅허스트힐 에핑 방면 |
| 로딩 벨리 헤이너트 / 일링 브로드웨이 / 웨스트 루이슬립 방면 | 센트럴 선 (헤이너트 루프) | 시·종착역            |